# هدر والکوئیست
هِدر والکوئیست (انگلیسی: Heather Wahlquist؛ زادهٔ ۲۳ مهٔ ۱۹۷۷) یک هنرپیشه اهل ایالات متحده آمریکا است. وی از سال ۱۹۹۸ میلادی تاکنون مشغول فعالیت بوده‌است.

## گزیدهٔ فیلم‌شناسی
از فیلم‌ها یا برنامه‌های تلویزیونی که وی در آن نقش داشته‌است می‌توان به آثار زیر اشاره کرد.
- نگهبان خواهر من (۲۰۰۹)
- خیابان تنهایی (۲۰۰۸)
- آلفا داگ (۲۰۰۶)
- دفترچه خاطرات (۲۰۰۴)
- جان کیو (۲۰۰۲)